# Humagne blanche
Pour les articles homonymes, voir Humagne.
 (janvier 2008).
Si vous disposez d'ouvrages ou d'articles de référence ou si vous connaissez des sites web de qualité traitant du thème abordé ici, merci de compléter l'article en donnant les références utiles à sa vérifiabilité et en les liant à la section « Notes et références ».
L'humagne blanche est un cépage du canton du Valais en Suisse.

## Histoire et description

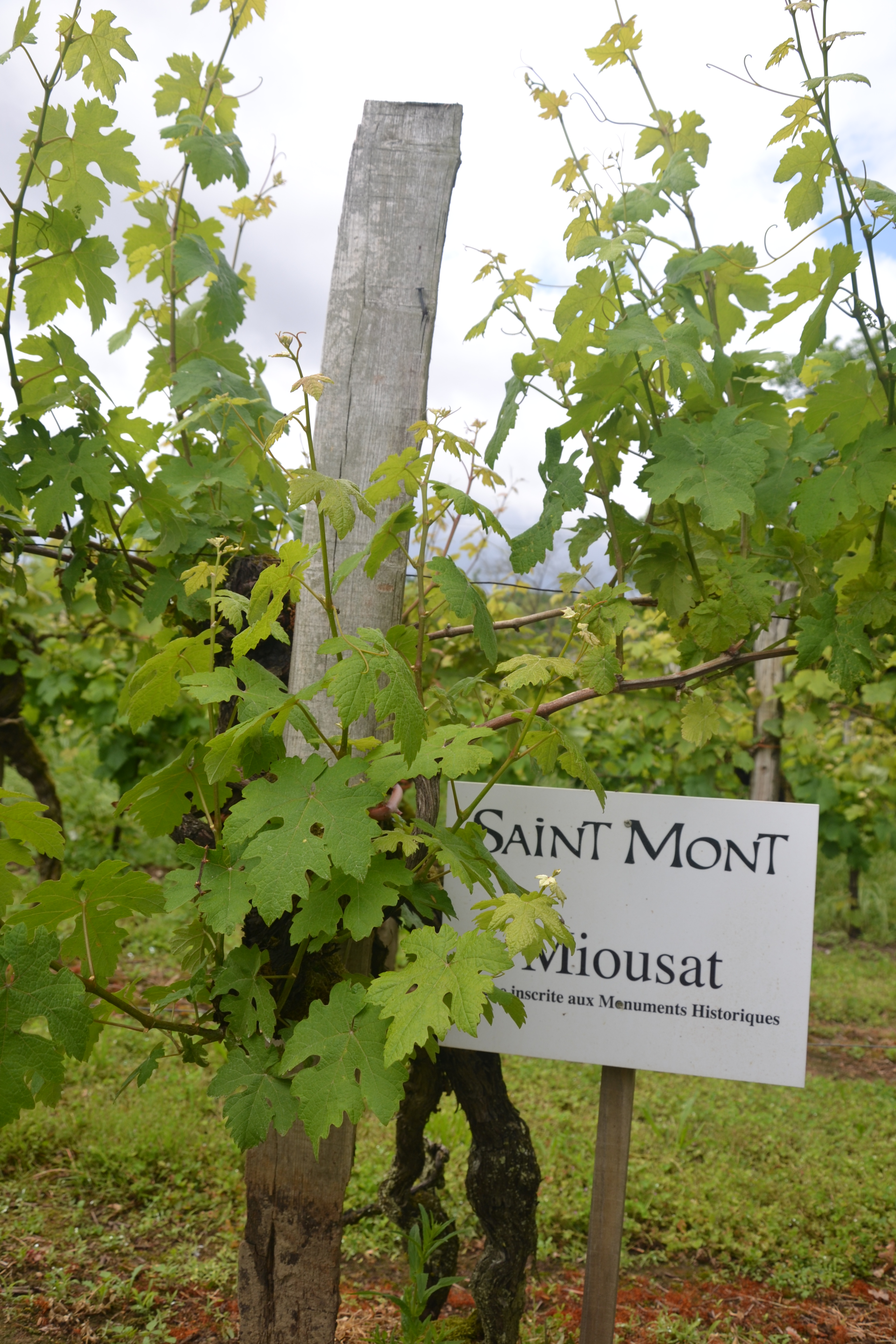
Humagne blanche, cépage désigné sous le nom de miousat (occitan gascon) dans la vigne de Sarragachies, classée monument historique.

### Étymologie
Humagne serait dérivé de hylomaneus, nom latin dont l'origine grecque signifie vigoureux.
L'humagne blanche est mentionnée pour la première fois en 1313 dans le Registre d'Anniviers. Génétiquement, l'humagne blanche se rapproche de cépages du sud de la France, comme le colombaud blanc de Provence ou le chichaud d'Ardèche.
Ce cépage, aux caractéristiques ampélographiques propres, n'est pas une variété blanche de l'humagne rouge. L'humagne blanche, dont la richesse en sucre du moût est proche du chasselas, n'exige pas un sondage très élevé, car il exprime le mieux sa typicité en vin sec. Dans sa jeunesse, l'humagne blanche ressemble un peu au chasselas, avec lequel elle pourrait être confondue. Son acidité lui permet un potentiel de garde de plusieurs années ; c'est alors qu'elle dévoile une personnalité rustique, teintée d'arômes de résine.
L'humagne blanche a la réputation ancienne d'être le vin des seigneurs et des évêques ; elle est aussi connue comme « vin des accouchées » selon une ancienne croyance, erronée, qui voulait qu'elle soit riche en fer.
L'humagne blanche fait partie d'une famille de cépages typiques des régions alpines du Valais et de la vallée d'Aoste. Les autres cépages sont le bonda, le completer, le cornalin d'Aoste (ou humagne rouge), le cornalin du Valais, le crovassa, le durize, l'eyholzer, le fumin, le goron de Bovernier, l'himbertscha, le lafnetscha, le mayolet, le ner d'Ala, la petite arvine, le petit-rouge, le planscher, le premetta, le prié blanc, le rèze, le roussin, le roussin de Morgex, le vien de Nus et le vuillermin.
Ce cépage blanc est également rencontré à l'état de traces dans le vignoble pyrénéo-atlantique français (Côtes-de-Saint-Mont, notamment) où son nom en occitan gascon est "Miousap" (ou Miousat, Mioussat).
Il est possible que ce cépage ait été introduit en Valais avant le XIIIe siècle par la Vallée du Rhône.
Ce cépage est associé à une croyance populaire ancienne selon laquelle les vins produits à partir d’Humagne Blanche seraient particulièrement riches en fer. Cette réputation lui a valu le surnom de « vin des accouchées », car on le conseillait traditionnellement aux jeunes mères pour favoriser leur récupération après l’accouchement. Bien que cette teneur élevée en fer n’ait jamais été scientifiquement démontrée, la coutume d’offrir une bouteille d’Humagne Blanche à l’occasion d’une naissance perdure encore aujourd’hui dans certaines régions.
Il y était traditionnellement utilisé pour couper les vins rouges trop astringents.